# Maurice Poirson

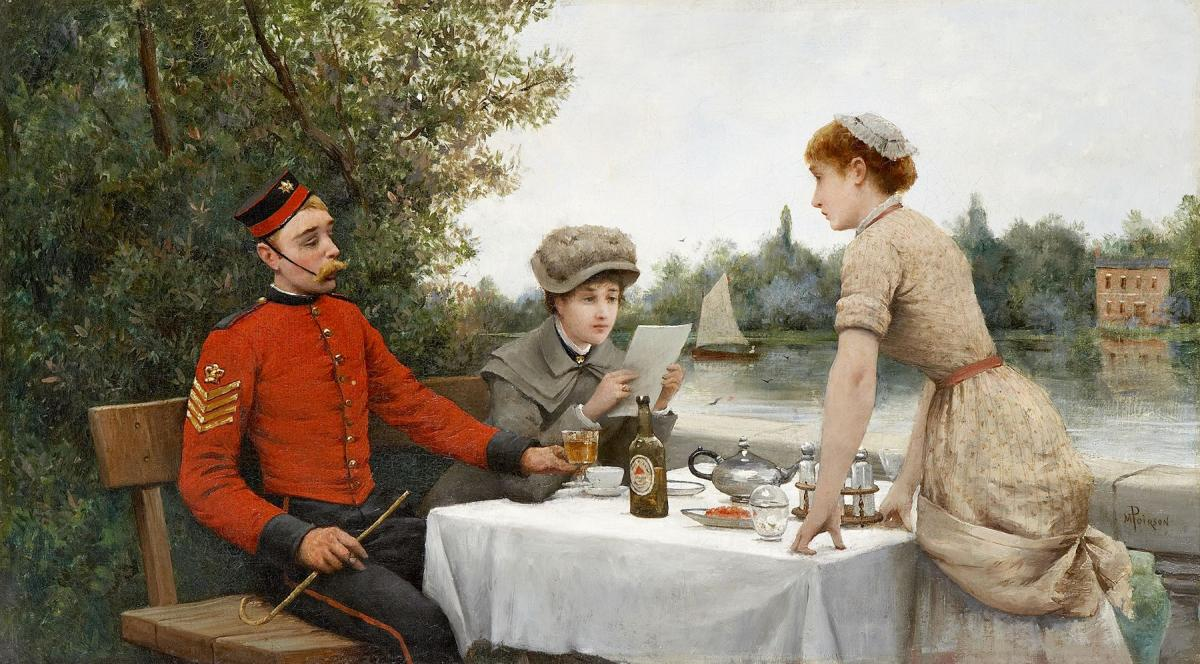
L'Heure du thé.

Maurice Poirson (Paris, 1846 - Paris, 14 décembre 1882), est un peintre français de style académique.

## Biographie
Il est l'élève d'Alexandre Cabanel et obtient une « Médaille de troisième classe  » au Salon de 1875. Son atelier était au no 37 de l'avenue de Villiers à Paris. Peintre de genre au style fin et précis, il expose régulièrement aux Salons de 1869 à 1882. Il meurt prématurément à l'âge de 32 ans (ou à 36 ans).

## Quelques œuvres
- Portrait de jeune femme en robe bleue, huile sur toile, 1874[2]
- Élégante au bois de Boulogne, huile sur toile.
- L'Heure du thé, huile sur toile[3]
- Les Invalides, huile sur toile, Salon de 1882.